# Arista Nashville
Arista Nashville est un label discographique américain de musique country, anciennement basé à Nashville, dans le Tennessee, actif entre 1989 et 2023. Il appartenait à la filiale Sony BMG et était dirigé par RCA Records Group. Le label ferme ses portes en 2023.

## Histoire
Avant la création de sa filiale de Nashville, la maison mère Arista Records publie des enregistrements de Tanya Tucker et de Jennifer Warnes sur le marché de la musique country à la fin des années 1970 et au début des années 1980. Le fondateur du label, Clive Davis, envisage dès 1980 de créer une filiale d'Arista à Nashville, mais le ralentissement de l'industrie à l'époque retarde la création de cette filiale. En 1989, Clive Davis s'associe à l'auteur-compositeur Tim DuBois pour fonder Arista Nashville, qui compte parmi ses premiers artistes Asleep at the Wheel, Alan Jackson, Lee Roy Parnell, Pam Tillis et Michelle Wright.
Parmi les autres artistes qui ont enregistré sur le label au cours de ses cinq premières années, citons Blackhawk, Brooks & Dunn, Rob Crosby, Linda Davis, Diamond Rio, Exile, Radney Foster, Dude Mowrey, The Tractors, et Steve Wariner.
Le label fonde Arista Texas en 1993, un sous-label spécialisé dans les artistes de musique texane. En 1997, il est divisé en Arista Austin, avec Jeff Black, Radney Foster, Robert Earl Keen et Abra Moore, et en un label de langue espagnole appelé Arista Latin. Un autre sous-label, Career Records, est lancé en 1995 avec Lee Roy Parnell transféré sur ce label, tandis que Brett James et Tammy Graham étaient nouvellement signés. Les trois artistes sont revenus sur Arista Nashville lorsque Career Records est dissous. Alors que Graham et James sont abandonnés peu après, James signe de nouveau avec Arista Nashville entre 2002 et 2003.
De 2005 à 2017, Arista Nashville, Arista Records et 19 Recordings distribuent les enregistrements de Carrie Underwood, gagnante de l'émission American Idol. Fin 2009, Brad Paisley lance un label personnel, Sea Gayle, qui est distribué par Arista. La première signature du label est Jerrod Niemann.
Au cours des années qui suivent la dissolution d'Arista Records en 2011, Arista Nashville devient le seul label de Sony Music à utiliser le nom d'Arista jusqu'à ce que Sony relance Arista Records en juillet 2018.
En mars 2023, Sony Music Nashville annonce la fermeture du label Arista Nashville, le répertoire existant étant transféré à d'autres labels sous la propriété de Sony.

## Artistes
- Alan Jackson
- Brad Paisley
- Carrie Underwood
- Asleep at the Wheel
- Deana Carter
- Diamond Rio